# Saussay-la-Campagne
Saussay-la-Campagne is een gemeente in het Franse departement Eure (regio Normandië) en telt 420 inwoners (2005). De plaats maakt deel uit van het arrondissement Les Andelys.

## Geografie
De oppervlakte van Saussay-la-Campagne bedraagt 5,0 km², de bevolkingsdichtheid is 84,0 inwoners per km².
De onderstaande kaart toont de ligging van Saussay-la-Campagne met de belangrijkste infrastructuur en aangrenzende gemeenten.

## Demografie
Onderstaande figuur toont het verloop van het inwonertal (bron: INSEE-tellingen).